# قطعة (تشاراويماق)
قطعة (بالفارسية: قطعه) هي منطقة سكنية تقع في Charuymaq-e Jonubesharqi Rural District في إيران.